# Полтавська городова сотня
Полтавська городова сотня — адміністративно-територіальна одиниця Гетьманщини в 1648—1775 рр. Штабний та посадовий осередок Полтавського полку.

## Визначні спадкові роди
Бабичі, Бойки, Горуни, Гродзенки, Григоренки, Добромирські, Краснокутські, Кулики, Мізини, Прогонські, Соляники, Кривошапки.